# Henri Maillot-Rosély
Pour les articles homonymes, voir Henri Maillot.
Henri Maillot-Rosély est un sculpteur français né en 1950 à Saint-Denis de La Réunion.

## Biographie
Henri Maillot est professeur d'arts plastiques de l'Éducation nationale en France. Il travaille de nombreuses années à Aix-en-Provence avant de rejoindre son île natale. En 1982, il abandonne le professorat pour se consacrer plus exclusivement à son art, sans pourtant délaisser complètement l'enseignement de l'art. Il est professeur de l'École supérieure d'art de La Réunion et intervenant dessin et sculpture à l'Institut de l'image de l'océan Indien. Il divise son temps entre ses trois ateliers : en France, à la Réunion et en Chine.

## Quelques œuvres
- Sculpture monumentale Ricard La Marseillaise, sculpture Arbre à Pétanque et affiche, puis logo du Mondial la Marseillaise à pétanque, Marseille[1],[2]
- La récréation des baigneuses, dessins, bronzes, maquette (musée d'Aix-en-Provence).
- Les baigneuses créoles, bronzes.
- Le trophée en bronze La Vénus aux livres de l'émission télévisée Questions pour un champion, diffusée sur France 3[3].
- Le trophée en bronze du Grand prix du roman métis (prix littéraire de la Réunion)[4],[5]
- Le portail en hommage à Michel Debré à Saint-Denis de la Réunion.
- La ronde, personnages en bronze à Salazie et la Fontaine des Salazes.
- Fontaine en bronze groupe de statues avec Le Manneken Pis de Bras-Panon (fontaine)[6]
- Le toit est un livre, installation (collectif)[7]
- Pousseur, grande sculpture en polyester[8]
- Mêlée, sculpture en bronze
- Course, sculpture en bronze
- La Penseuse (La Penseuse rouge), sculpture en polyester[9]
- Stèle de Géréon et Jasmin (esclaves décapités en 1812 à Saint-Denis de la Réunion)[10],[11]

## Expositions
- La récréation des baigneuses, en 1991 au Musée Cézanne, à Aix-en-Provence.
- Life vest under your seat, en 1997 au Théâtre de Champ-Fleuri, à Saint-Denis de la Réunion.
- Dessins, bronzes et pétanque, plusieurs années consécutives pendant le Mondial la Marseillaise à pétanque à Marseille[1],[2].
- Sports, en 2008 au centre Culturel Français de Pékin à l'occasion des Jeux olympiques, une série de créations du sculpteur sur le thème du sport[12].
- Dans le Pavillon France de l'Expo Universelle de Shanghai en 2010[13].